# 2 Brygada Piechoty (UHA)
2 Brygada Piechoty (zwana Kołomyjską) – oddział piechoty Armii Halickiej, utworzona na przełomie stycznia i lutego 1919, głównie z żołnierzy grupy bojowej „Stare Sioło”, należąca do II Korpusu Halickiego.
Dowódcą Brygady został mjr. František Tinkl, a szefem sztabu kpt. K. Kupczanko.
Brygada składała się z 4 batalionów piechoty (jeden dodatkowy należał do rezerw armijnych), 1 kompanii szturmowej, 1 kompanii huculskiej, 2 Pułku Artylerii (2 baterie artylerii, 1 bateria moździerzy), kompanii kolejowej, kompanii technicznej, szpitala polowego, pododdziałów tyłowych i taborów.
23 kwietnia 1920 zaatakowała odwodowe formacje 45 Dywizji Strzeleckiej 14 Armii Radzieckiej i ruszyła częścią swoich sił na Mohylów, a częścią na Winnicę.